# Monumento a Sibelius

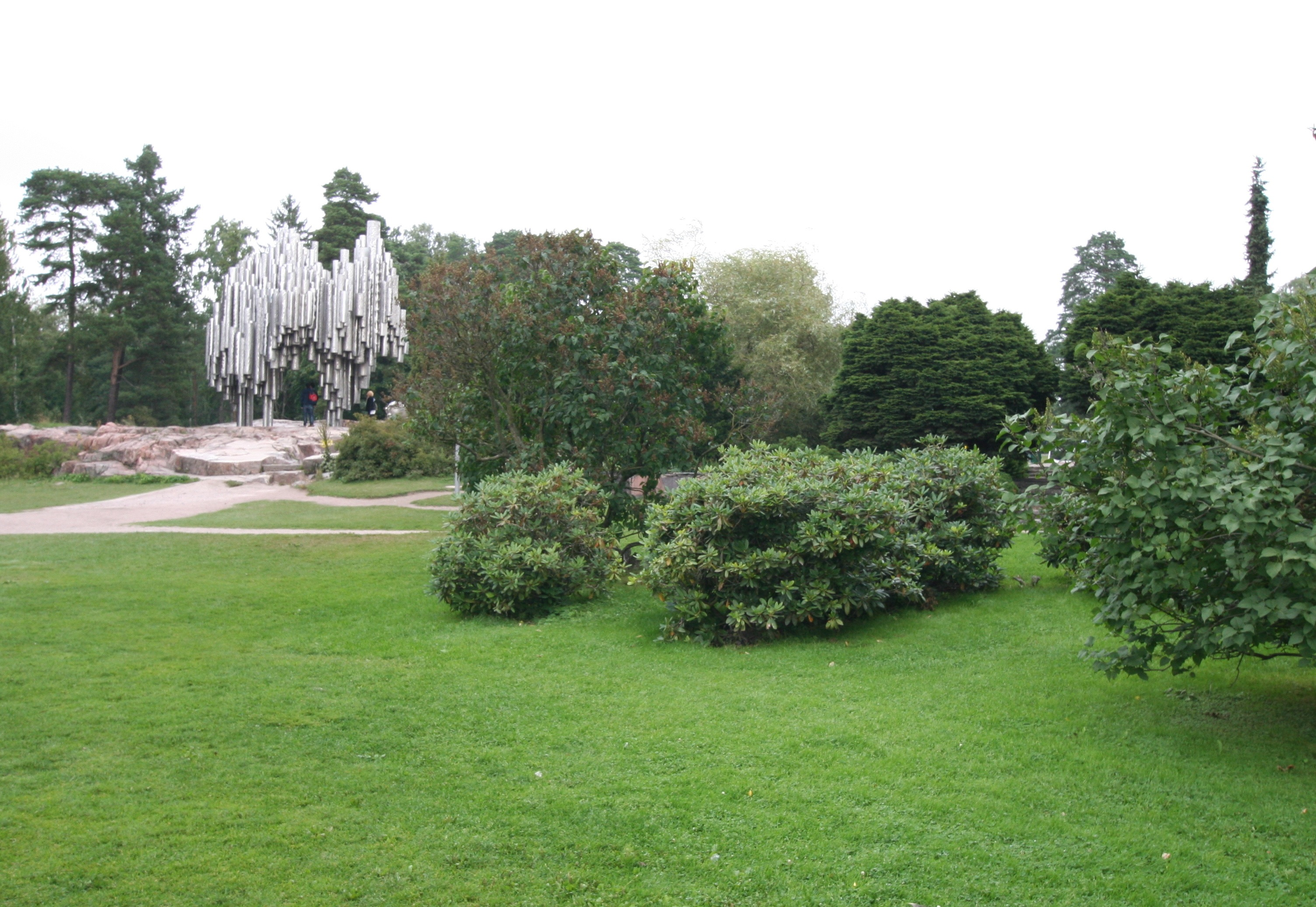
Parque Sibelius con el monumento a Sibelius al fondo.

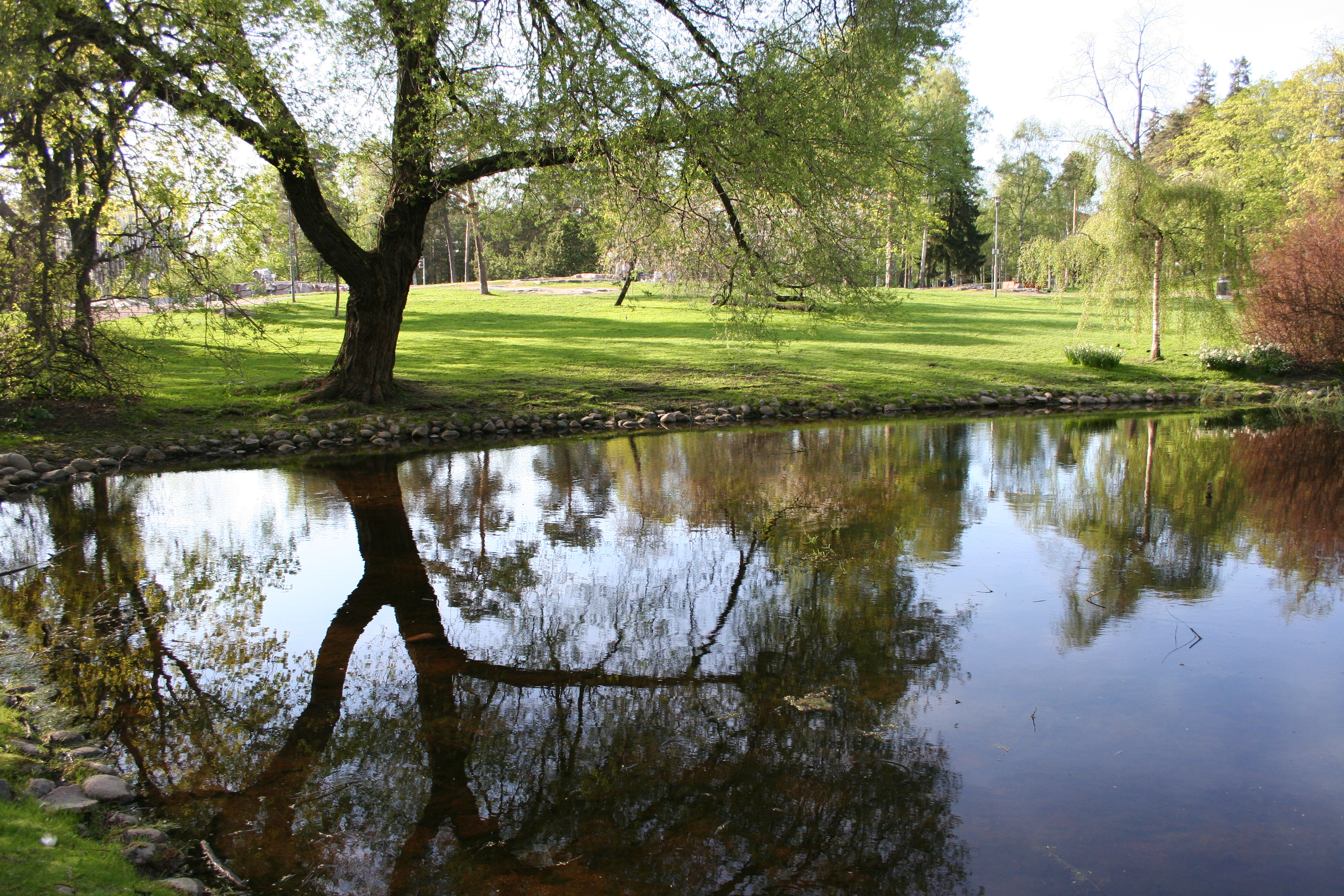
Parque Sibelius.

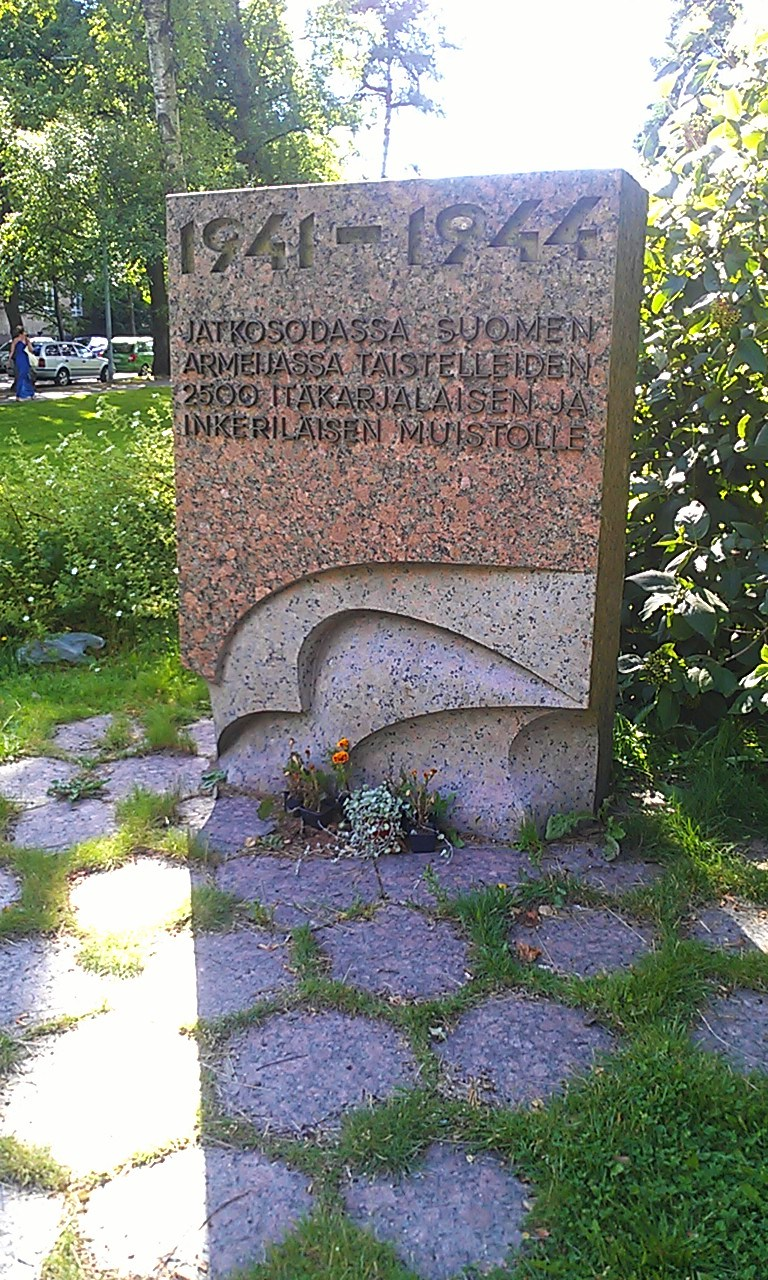
Monumento de la II Guerra Mundial.

El Monumento a Sibelius (en finés: Sibelius-monumentti) está dedicado al compositor finlandés Jean Sibelius (1865-1957). El monumento está ubicado en el Parque Sibelius (en finés: Sibeliuspuisto) en el distrito de Töölö en Helsinki, capital de Finlandia.

## Descripción
El monumento es una escultura de la artista finlandesa Eila Hiltunen titulada «Passio Musicae» y se dio a conocer el 7 de septiembre de 1967. La escultura ganó un concurso organizado por la Sociedad Sibelius tras la muerte del compositor en 1957. Este tuvo dos rondas ya que el primer ganador fue posteriormente desestimado. Originalmente provocó un encendido debate acerca de los méritos y los defectos de arte abstracto y aunque el diseño se parecía a tubos de órgano estilizados, es sabido que el compositor apenas compuso música para órgano. Hiltunen solventó las críticas mediante la adición de la efigie de Sibelius situada al lado de la escultura principal.
Se compone de una serie de más de 600 tubos de acero huecos soldados juntos en una forma que imita a una ola. El propósito de la artista era captar la esencia de la música de Sibelius. El monumento pesa 24 toneladas y mide 8.5 × 10.5 × 6,5 metros.
Una versión más pequeña de este monumento se encuentra en la sede de la Unesco en París. Una obra con un concepto similar, también diseñado por Hiltunen, se encuentra en los jardines de la sede de las Naciones Unidas en Nueva York.

## Parque de Sibelius

### Monumento Kalevala
En 1939, la Fundación Leo y Regina Wainstein organizó un concurso para escultores consistente en el diseño de una obra que representa una escena del poema épico nacional, Kalevala, que se erigió en el parque. El ganador fue Aarre Aaltonen (1889-1980) y su entrada Ilmatar y el porrón bastardo, es una pieza de bronce, que fue inaugurada en 1946.